# Голешово
Голешово је насељено место у општини Сандански у области Благоевград, Бугарска. Према попису из 2021. године блио је 20 становника.
Према бугарском географу и историчару, Василу Канчову, у Голешову је 1900. године живело 1.250 Словена хришћана. Голешово су населиле словенске породице из западне Македоније током 17—18. века, које су биле потиснуте од стране Албанаца.